# エティエンヌ・レオポール・トルーヴェロ

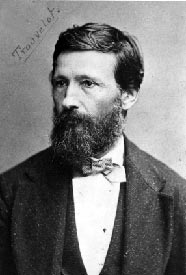
エティエンヌ・レオポール・トルーヴェロ

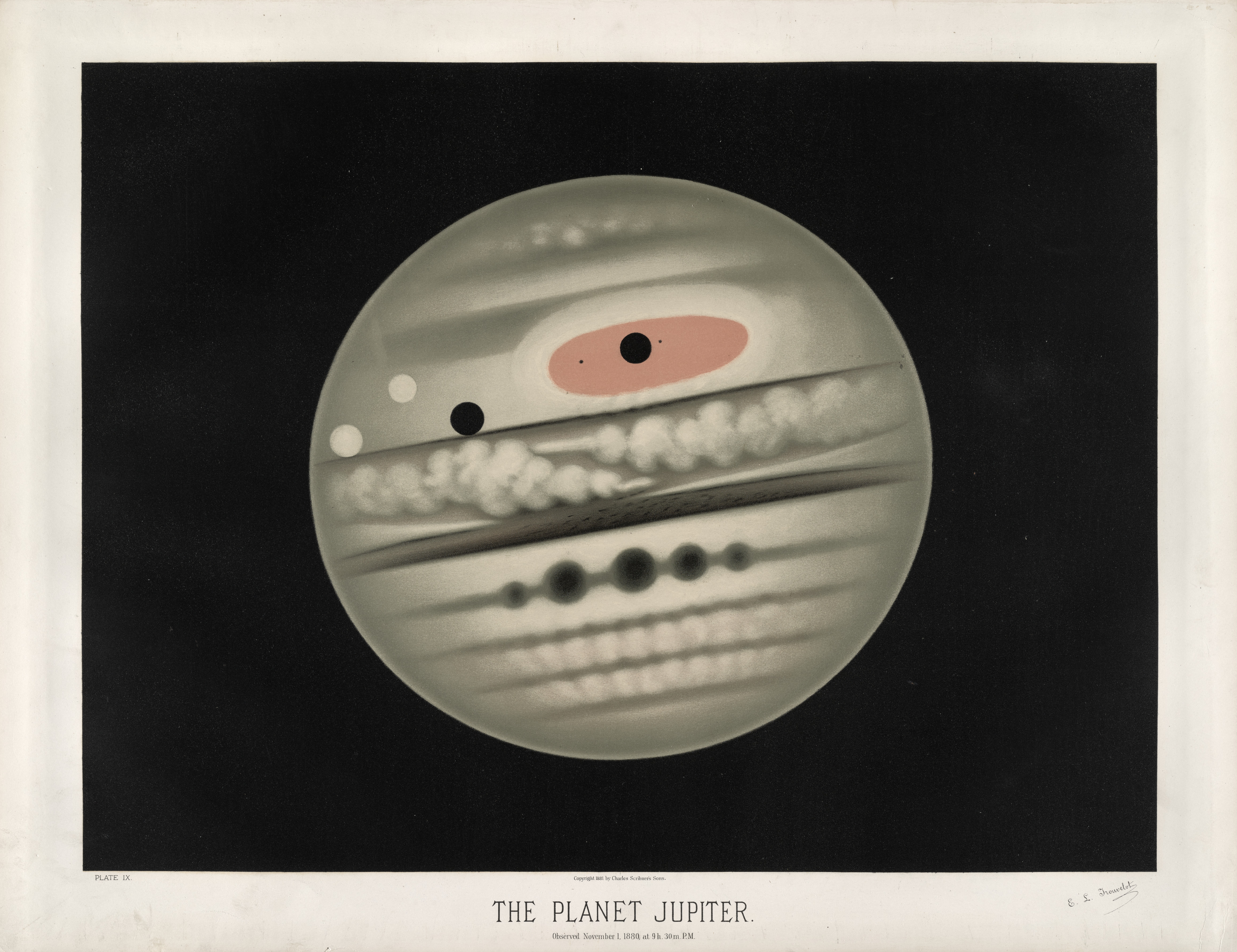
木星のスケッチ

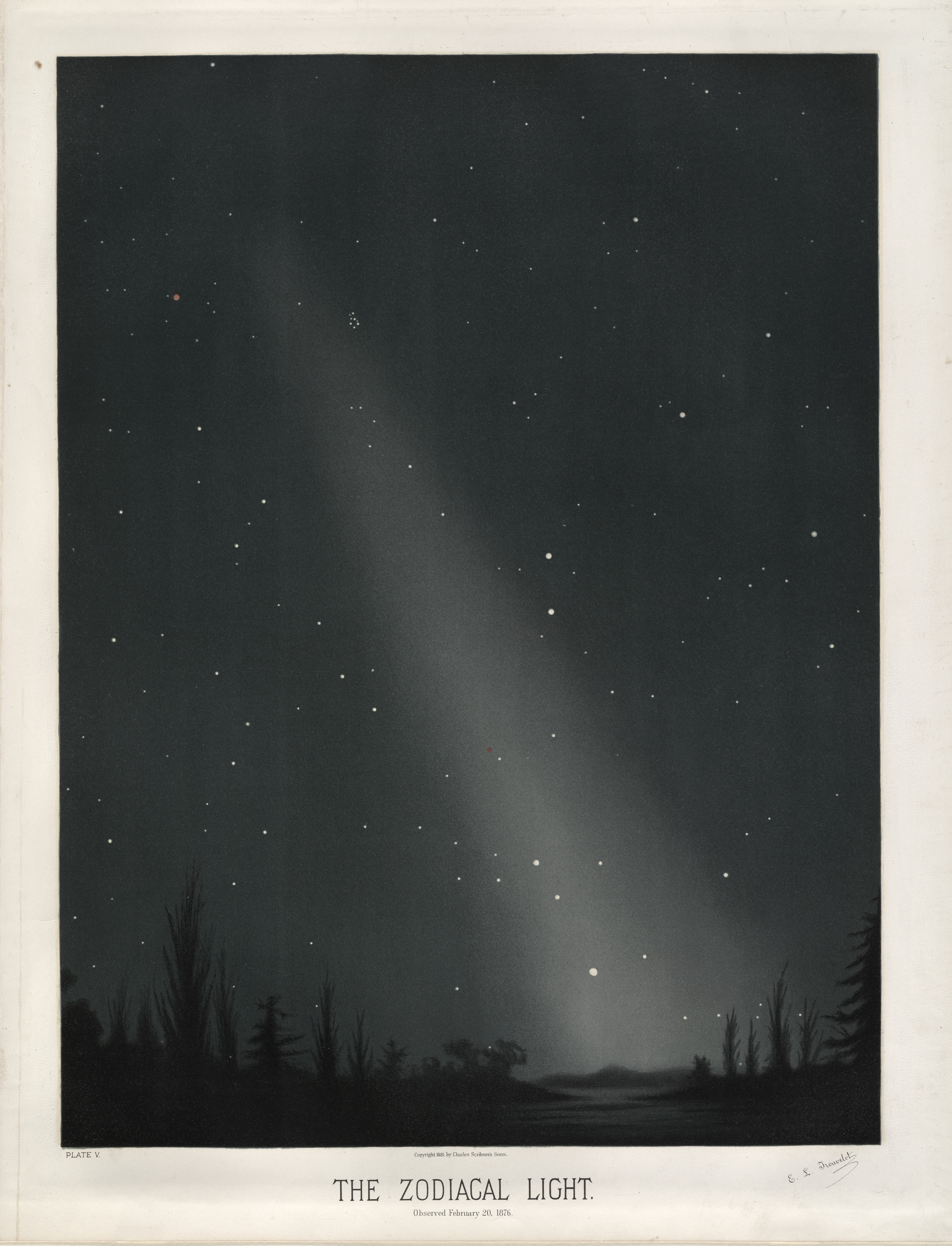
黄道光を描いたトルーヴェロのリトグラフ

エティエンヌ・レオポール・トルーヴェロ（Étienne Léopold Trouvelot、1827年12月26日– 1895年4月22日) は、フランスの画家・天文学者・アマチュア昆虫学者である。太陽黒点の観測を行い優れた天体スケッチを残した。マイマイガ（Gypsy Moth）を北アメリカに持ち込んで今日にいたるまで森林に深刻な被害を与えるようにしてしまったことでも知られる。

## 略歴
フランスのエーヌ県に生まれた。共和主義者で1852年にルイ・ナポレオンの帝政が始まると、アメリカ合衆国に家族とともに亡命した。ボストン近郊のメドフォードに移住し、画家として家族を養った。
昆虫学に興味を持ち、アメリカで養蚕用の蚕が様々な病気にかかって死ぬので、病気に強い品種をつくるためにヨーロッパからマイマイガを輸入し、自分の家で養殖したが、これが後に自然のなかで繁殖し、森林に深刻な被害をあたえることになった。
その後、昆虫学に興味を失い、1870年にオーロラを見たことなどから天文学に興味をもち、この分野ではトルーヴェロの画力が天体スケッチに役立った。1872年にハーバード大学天文台長のジョセフ・ウィットロックが画力を認め、天文台のスタッフに迎えられた。1875年にアメリカ海軍天文台に招かれた。7,000枚の天体のスケッチを残し、15枚のイラストは1881年に出版された。特に太陽に興味を持ち1875年に"veiled spots"を発見した。天体スケッチのほかに50編の論文も発表した。1882年にフランスに戻り、ムードン天文台で働いて1895年ムードンで没した。

## 賞
- Valz賞（アカデミー・フランセーズ）

## 命名
月のクレータ：トルーヴェロ